# Podhrad (Cheb)
Podhrad (deutsch Pograth) ist eine Siedlung der Stadt Cheb (Eger) im Okres Cheb (Bezirk Cheb) in der Tschechischen Republik.

## Lage

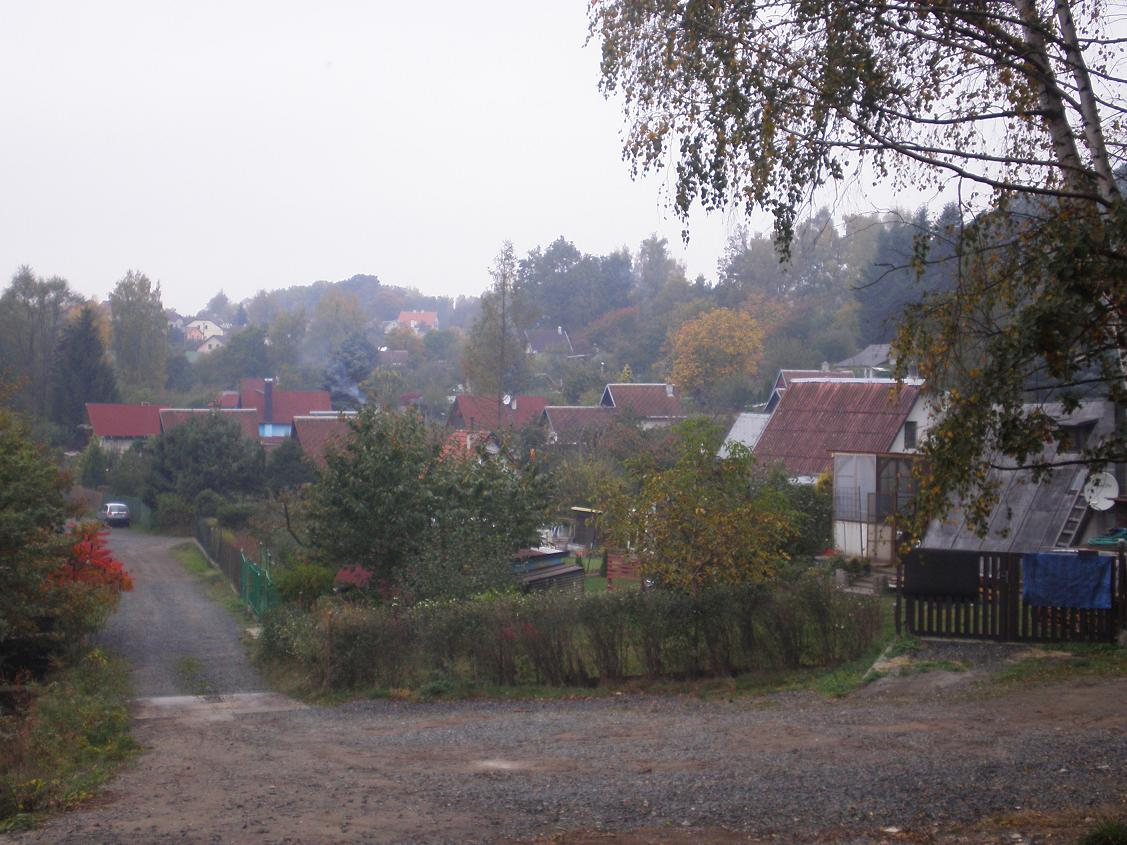
Blick in die Ortalage

Der Ort im Egerland liegt als Vorort von Cheb etwa 2 km vom Stadtzentrum entfernt auf einer Höhe von rund 440 m. Podhrad liegt rund 4 km östlich der bayerisch-böhmischen Grenze. Westlich liegt der ebenfalls zur Stadt gehörende Ort Háje (dt. Gehaag). Der südwestliche Ortsrand liegt an der Talsperre Jesenice, bei deren Bau das Dorf Jesenitz aufgegeben wurde.

## Geschichte
Pograth wurde erstmals 1287 schriftlich erwähnt. Aufgrund der Nähe zu Eger ergibt sich eine lange Verwaltungszugehörigkeit dorthin, bspw. zum Gerichtsbezirk Eger in der Tschechoslowakei. 2011 lebten im Ort 503 Personen.
| Jahr      | 1869 | 1880 | 1890 | 1900 | 1910 | 1921 | 1930 | 1950 | 1961 | 1970 | 1980 | 1991 | 2001 | 2011 |
| --------- | ---- | ---- | ---- | ---- | ---- | ---- | ---- | ---- | ---- | ---- | ---- | ---- | ---- | ---- |
| Einwohner | 210  | 199  | 179  | 284  | 320  | 265  | 464  | 182  | 314  | 288  | 315  | 298  | 345  | 503  |
| Häuser    | 33   | 35   | 36   | 39   | 39   | 39   | 48   | 40   | 59   | 59   | 73   | 80   | 95   | 149  |

## Sehenswürdigkeiten
- im Dorf gibt es sieben steinerne Sühnekreuze, um die sich teilweise Sagen ranken[3]

## Belege
1. ↑  STATISTICKÝ LEXIKON OBCÍ ČESKÉ REPUBLIKY 2013 Podle správního rozdělení k 1.1. 2013 a výsledků sčítání lidu, domů a bytů k 26. březnu 2011 Zpracoval Český statistický úřad ve spolupráci s Ministerstvem vnitra ČR. 1. Januar 2013, S. 265, abgerufen am 19. März 2024 (tschechisch).
2. ↑  https://www.czso.cz/documents/10180/20537734/130084150411.pdf/
3. ↑  Podhrad / Pograth. Abgerufen am 22. März 2024.